# Hősök Emlékét Megörökítő Országos Bizottság
A Hősök Emlékét Megörökítő Országos Bizottság  (HEMOB) egy az első világháborúban elesett magyar katonák emlékének megörökítésére és ápolására felállított szervezet volt, mely valamikor 1914-1915 fordulója körül, tehát alig fél évvel a harcok kirobbanása után alakult. 1924-ben szűnt meg, helyét átvette a Hősi Emlékműtervek Bíráló Bizottsága. Utóbbi már a Vallás- és Közoktatásügyi Minisztérium alá tartozott.

## Története
A  bizottságot a nagy háborúban elesett magyar katonák emlékének gondozására hozták létre. A szervezet ötletei között volt egy, a szerintük magyar önfeláldozást hirdető szimbólum is, amit azonban kevés helyen állították fel.
Aktív szerephez csak 1917 után jutott, ekkor fogadták el ugyanis az 1917. évi VIII. törvényt, amit Abele Ferenc vezérkari őrnagy kezdeményezett. Ez arra kötelezett minden önálló települést, hogy állítson méltó emléket az elesett hőseinek, olyat ami megfelelő módon fejezi ki és örökíti meg az irántuk érzett kegyeletteljes tiszteletet. Ezen célból a bizottság már 1916-tól kezdve emlékműveket kezdett terveztetni, de a Monarchia összeomlása és az azt követő zűrzavar, majd forradalmak és az ellenforradalom nagyban hátráltatták; az ezzel járó gazdasági összeomlás pedig egy időre el is lehetetlenítette bármilyen közpénzből építendő szobor felállításának lehetőségét.
1921 után kezdtek érkezni a megrendelések nagyobb számban, mikor már több száz típustervből (szoborkatalógusból) választhattak a megrendelők. Az 1917-es törvény elfogadásától 1938-ig bezárólag összesen 1086 első világháborús emlékművet rendeltek meg a bizottságtól, illetve utódszervezetétől, az 1924-ben felálló Hősi Emlékműtervek Bíráló Bizottságától szerte az országban. Ezek nem mindegyike volt szobor, volt ahol emlékparkot alakítottak ki, volt ahol fát ültettek, máshol fejfákat emeltek, de olyan is akadt, hogy csak egyszerűen egy táblára vésték fel a halottak neveit, majd azt elhelyezték valahol.

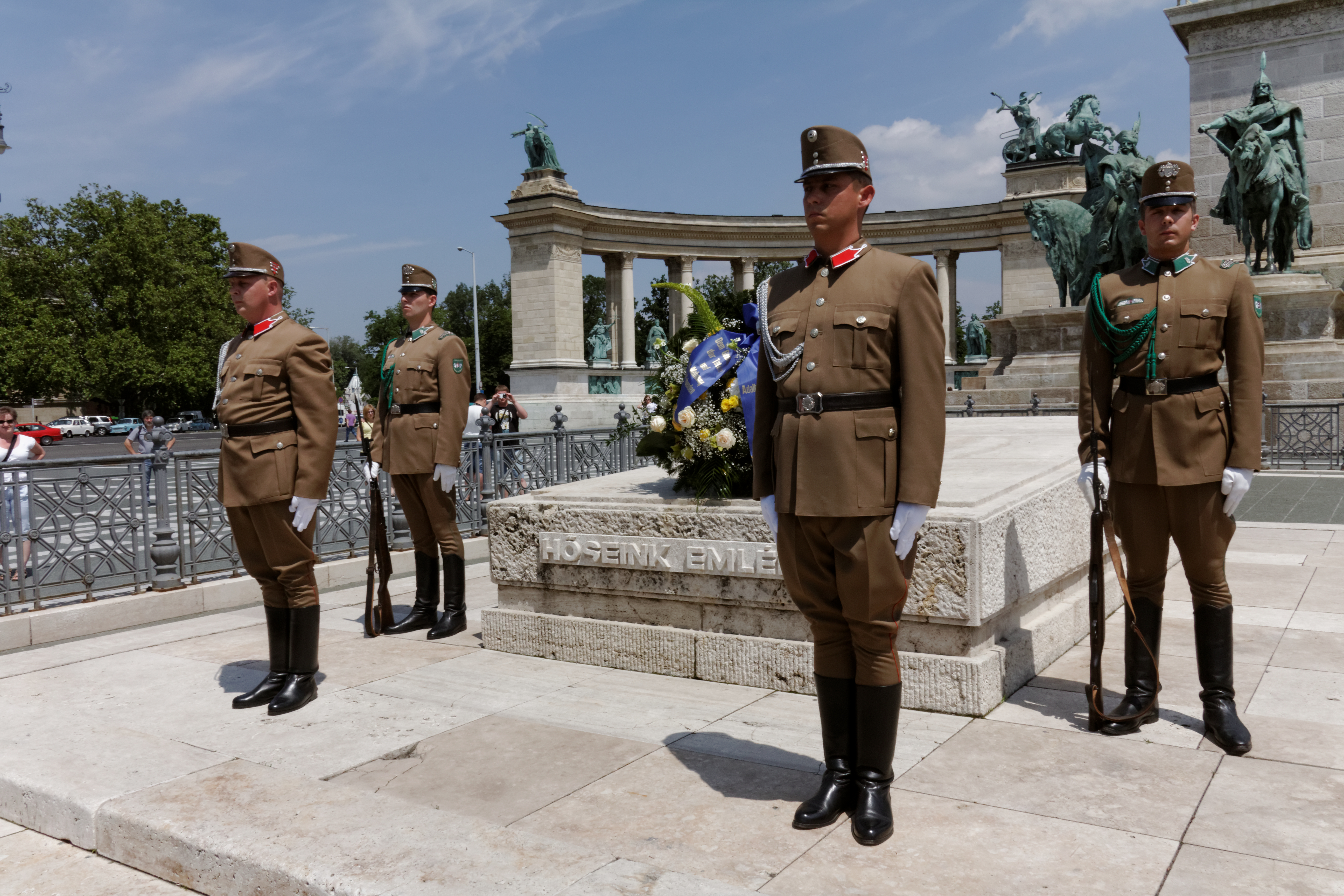
A hősök emlékköve

Az egyik legismertebb alkotás Budapesten a Hősök terén az 1929-ben felavatott hősök emlékköve, ami az összes elesett első világháborús katonára kíván emlékeztetni. Ez a közvetlenül a millenniumi emlékmű előtt felállított jelképes sírhely (1958-ban az eredeti alkotást feldarabolták és kicserélték, de jellege és jelentése megmaradt). A magyar hősök emlékünnepe (amit először 1924-ben hívtak életre, majd a kommunista rendszerben elhalt és 2001-ben iktattak újra törvénybe) központi katonai rendezvényei és katonai tiszteletadása ma is ez előtt zajlik, ezt koszorúzzák meg (igaz jelentéstartalmát tekintve ma már kiterjesztették az összes, valaha is Magyarországért elesett katonára).
Magyarország első világháborús emlékműveinek, emlékhelyeinek és emlékparkjainak jelentős többsége a HEMOB, illetve utódja, a Hősi Emlékműtervek Bíráló Bizottsága által összeállított több száz típusterv alapján épültek, egyedi emlékművek emelése esetén pedig minden esetben legelőször az ő jóváhagyásuk kellett.